# The Wall (film 1962)
The Wall – amerykański krótkometrażowy film propagandowy z 1962 w reżyserii Waltera de Hooga opowiadający o wzniesieniu Muru Berlińskiego i wynikających z tego konsekwencjach dla mieszkańców podzielonego Berlina. Narratorem filmu jest amerykański aktor Alexander Scourby.

## Fabuła
Film rozpoczyna się sceną w której grupa niemieckich dzieci gra w piłkę nożną na ulicy Berlina Zachodniego graniczącej z Murem Berlińskim. W trakcie gry, piłka zostaje wykopana na drugą stronę.
Korzystając z materiałów archiwalnych, film jest kroniką wznoszenia muru. Ukazana jest komunikacja niewerbalna berlińczyków między sobą, różne sposoby ucieczki mieszkańców Berlina Wschodniego (skoki z okien budynków, przejście przez dziury w drucie kolczastym) i sposoby straży granicznej NRD ich udaremniania takie jak wyburzanie budynków, zamurowywanie okien. Wschodnioniemieccy strażnicy są filmowani gdy rzucają granaty dymne zza muru na cywilów po zachodniej stronie i oślepiają lusterkami filmującego ich kamerzystę.
W filmie poruszono także temat ofiar śmiertelnych Muru Berlińskiego – w szczególności zgon 18-letniego Petera Fechtera, który został postrzelony przez strażników granicznych NRD i wykrwawił się na śmierć.

Film kończy się sceną gdy mały chłopiec idzie wzdłuż muru a narrator wypowiada słowa: 

Nadal pozdrawiamy nasze rodziny w Berlinie Wschodnim, a oni nadal mają odwagę pozdrawiać nas. Nie możemy być razem.